# Makoto Yonekura
Makoto Yonekura (jap. 米倉 誠, Yonekura Makoto; * 28. Dezember 1970 in der Präfektur Gunma) ist ein ehemaliger japanischer Fußballspieler.

## Karriere
Yonekura erlernte das Fußballspielen in der Schulmannschaft der Maebashi Commercial High School. Seinen ersten Vertrag unterschrieb er 1989 bei NKK SC. Der Verein spielte in der höchsten Liga des Landes, der Japan Soccer League. Für den Verein absolvierte er 33 Erstligaspiele. 1991 wechselte er zum Ligakonkurrenten Toyota Motors. Mit Gründung der Profiliga J.League 1992 und der damit verbundenen Neuorganisation des japanischen Fußballs wurde der Toyota Motors zu Nagoya Grampus Eight. Für den Verein absolvierte er 114 Erstligaspiele. 1996 wechselte er zum Ligakonkurrenten Cerezo Osaka. Für den Verein absolvierte er 41 Erstligaspiele. Ende 1998 beendete er seine Karriere als Fußballspieler.

## Erfolge
Nagoya Grampus Eight
- Kaiserpokal

Sieger: 1995